# NGC 4550

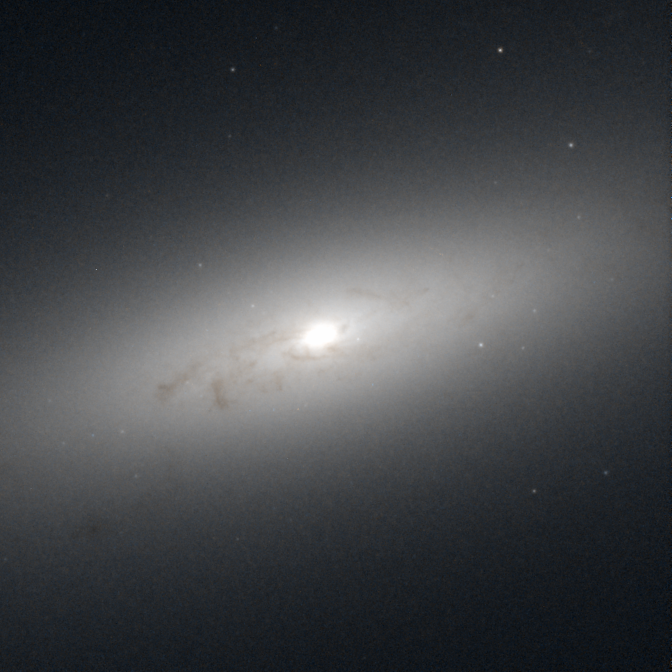
Hình ảnh của NGC 4550

NGC 4550 là tên của một thiên hà hình hạt đậu có cấu trúc thanh chắn nằm trong chòm sao Xử Nữ và ta có thể nhìn thấy nó bằng một kính thiên văn nghiệp dư. Khoảng cách của nó với chúng ta là khoảng xấp xỉ 50 triệu năm ánh sáng nếu tính từ Ngân Hà. Bên cạnh đó, nó là một thiên hà thành viên của cụm thiên hà Xử Nữ.
Điểm nổi bật của thiên hà này không phải là một trong những thiên hà sáng nhất mà là trong chính nó có một lượng lớn các ngôi sao quay theo một chiều nhất định, số còn lại thì quay theo chiều ngược lại. Trong nghiên cứu của mình, nhà thiên văn học người Mĩ Vera Rubin đã viết: "Tôi đã quan sát và phát hiện ra rằng trong một cái đĩa đơn của thiên hà này thì một nửa các ngôi sao quay cùng chiều kim đồng hồ, nửa còn lại thì quay theo hướng ngược lại và cả hai hòa vào nhau. Quan sát này cho thấy rằng nhiều nhà thiên văn học cần sửa đổi cách đo vận tốc vì các chương trình máy tính không thể xử lí sự phức tạp như thế".
Trung tâm của NGC 4550 cho thấy một lượng nhỏ bụi vũ trụ và khí hydro phân tử, phân còn lại thì tập trung ở cái đĩa bao quanh lõi của nó. Tại đó vẫn có sự hình thành sao dù cho mật độ đó chỉ ở mức vừa phải.

## Dữ liệu hiện tại
Theo như quan sát, đây là thiên hà nằm trong chòm sao Xử Nữ và dưới đây là một số dữ liệu khác:
- Xích kinh 12h 35m 30.6s[6]
- Xích vĩ +12° 13′ 15″[6]
- Giá trị dịch chuyển đỏ 381 ± 9 km/s[6]
- Cấp sao biểu kiến 12.2[6]
- Kích thước biểu kiến 2′.85 × 0′.82[6]
- Loại thiên hà SB(s)00[6]